# Morozówka (rejon wileński)
Morozówka (lit. Pamaraziai; pol. hist. Mrozówka) – wieś na Litwie, w okręgu wileńskim, w rejonie wileńskim, w gminie Mariampol.

## Historia
W dwudziestoleciu międzywojennym folwark leżący w Polsce, w województwie wileńskim, w powiecie wileńsko-trockim, w gminie Soleczniki. W 1931 miejscowość liczyła 22 mieszkańców, zamieszkałych w 2 budynkach.
Po II wojnie światowej w granicach Związku Sowieckiego. Od 1991 na niepodległej Litwie.